# Всесвітній день IPv6
Міжнародний день IPv6 (Всесвітній день IPv6; англ. World IPv6 Day) — захід з тестування готовності світового інтернет-суспільства до переходу з мережевого протоколу IPv4 на IPv6. Пройшов 8 червня 2011.

## Опис
8 червня 2011 року, з 00:00 за UTC інтернет-провайдери і компанії, що надають контент в інтернет, протягом 24 годин надавали доступ як по IPv4, так і по IPv6.

## Учасники
Организатором Міжнародного дня IPv6 є кілька великих сервіс- та контент-провайдерів.
Серед учасників:
- Google
- Facebook
- Yahoo!
- Akamai.
- Limelight Networks.
- Cisco
- Meebo (www.meebo.com).
- Genius
- W3C
- Universidad Nacional Autonoma de Mexico (www.unam.mx).
- Політехнічний інститут Ренсселера (www.rpi.edu).
- NYI NET (www.nyi.net).
- Host Europe (www.hosteurope.de).
- Xiphiastec (www.xiphiastec.com).
- Tom's Hardware (www.tomshardware.com).
- NUST School of Electrical Engineering and Computer Science (seecs.nust.edu.pk).
- Twenga (www.twenga.com).
- Plurk (www.plurk.com).
- Terra (Бразилія) (www.terra.com.br).
- Jolokia Networks (jolokianetworks.com).
- Juniper Networks (www.juniper.net).
- Microsoft Bing (www.bing.com).

### Українські компанії
- Хостмайстер (hostmaster.ua)
- NetAssist (netassist.ua)
- IMA
- Topnet (topnet.ua)
- LLC "TC Valor"
- NIC.UA (nic.ua)
- Alldomains.com.ua
- uakino.net
- ColoCALL Internet Data Center (colocall.net)
- Кинореал.нет (kinoreal.net)